# Hugo Canuto
Hugo Canuto (Salvador, 11 de junho de 1986) é um arquiteto, ilustrador e quadrinista brasileiro.
Em 2015, lançou de forma independente, no Festival Internacional de Quadrinhos de Belo Horizonte, a HQ A Canção de Mayrube – O Início, inspirada nas mitologias dos Povos da América. Em 2016, participou da antologia Máquina Zero 2 da editora Quadro a Quadro. Ainda em 2016, resolve homenagear aos 99 anos do quadrinista americano Jack Kirby, Hugo faz uma arte protagonizada por orixás da mitologia iorubá, inspirado na capa de Avengers #4, ilustrada por Kirby e publicada pela Marvel Comics em 1966, logo depois recriou uma capa do Poderoso Thor protagonizada por Xangô. Após a repercussão, resolve criar um projeto de financiamento coletivo no Catarse de uma graphic novel sobre os orixás inspirada nos quadrinhos da Marvel intitulada Contos dos Orixás. Em 2017, participou da Comic Con Experience, onde apresentou 16 ilustrações das principais divindades, cartões-postais, artbook e uma prévia do livro. No mesmo ano, participou do artbook Kirby & Me, publicado na França. Inicialmente a HQ teria 60 páginas, mas Hugo resolveu que seria preciso 120 páginas para contar a história e em novembro de 2018, lançou uma nova campanha no Catarse para viabilizar a produção,  lançando no mês seguinte na Comic Con Experience. Em abril de 2019, fez um lançamento no Centro Cultural São Paulo, com um bate-papo com o quadrinista Marcelo D'Salete (autor de Angola Janga) com mediação do antropólogo Hélio Menezes.
Em 2019, foi um dos ilustradores da adaptação O Bicho Que Chegou a Feira, de Muniz Sodré, roteirizada por Marcelo Lima.
Em 2020, seu romance gráfico Contos dos Orixás se tornou finalista do Prêmio Jabuti - Histórias em Quadrinhos
Em julho de 2021, a arte de Xangô aparece no filme Space Jam: A New Legacy da Warner Bros. . Uma cópia de Contos dos Orixás foi adquirida pelo  Smithsonian National Museum of African Arts em Washington, D.C., Estados Unidos.
Em janeiro de 2022, Hugo Canuto iniciou a campanha de Contos dos Orixás 02 - O Rei do Fogo, primeira parte de uma trilogia, com eventos ambientados anos antes dos mostrados no primeiro volume, o segundo volume tem lançamento previsto para julho do mesmo ano.
Em março de 2023, Hugo Canuto anunciou publicação nos Estados Unidos, o romance gráfico será publicado pela editora Abrams Books, com o título Tales of the Orishas.
Em março de 2024, lançou um financiamento coletivo de uma nova HQ de A Canção de Mayrube.